# 黒シリーズ
黒シリーズ（くろシリーズ）は、 1962年から1964年にかけて大映東京撮影所および京都撮影所によって制作された映画シリーズの総称。全11作。映画のタイトルのすべてが『黒の○○』であるため、シリーズ物として総称で呼ばれることが多い。
作品に連綿性はなく独立したストーリーとなっているが、各作では手段をも選ばない熾烈な企業間競争や、土地買収の裏に潜む政界の陰謀などが題材として描かれており、高度経済成長期の社会の光と影をうかがい知ることができる。

## シリーズ一覧
- 第1作『黒の試走車（くろのテストカー）』（1962年、大映東京）
  - 監督：増村保造、脚本：舟橋和郎、石松愛弘、原作：梶山季之「黒の試走車」、音楽：池野成
  - 出演：田宮二郎、叶順子、船越英二、高松英郎、見明凡太郎、竹村洋介、菅井一郎、上田吉二郎、長谷川季子、中条静夫、早川雄三、目黒幸子、町田博子、他
- 第2作『黒の報告書』（1963年、大映東京）
  - 監督：増村保造、脚本：石松愛弘、構成：増村保造、原作：佐賀潜「華やかな死体」、音楽：池野成
  - 出演：宇津井健、叶順子、高松英郎、見明凡太郎、小沢栄太郎、殿山泰司、神山繁、上田吉二郎、近藤美恵子、弓恵子、緋桜陽子、仲村隆、中條静夫、潮万太郎、早川雄三、他
- 第3作『黒の札束』（1963年、大映東京）
  - 監督：村山三男、脚本：高岩肇、原作：佐野洋「重い札束」、音楽：土橋啓二
  - 出演：川崎敬三、三條江梨子、高松英郎、宮川和子、藤原礼子、見明凡太郎、大辻伺郎、中條静夫、春本冨士夫、千波丈太郎、他
- 第4作『黒の死球』（1963年、大映東京）
  - 監督：瑞穂春海、脚本：田口耕三、原作：高原弘吉「あるスカウトの死」、音楽：奥村一
  - 出演：宇津井健、藤由紀子、倉石功、近藤美恵子、浦辺粂子、菅井一郎、河野秋武、神山繁、北原義郎、早川雄三、春本冨士夫、丸井太郎、市田ひろみ、他
- 第5作『黒の商標（くろのトレードマーク）』（1963年、大映東京）
  - 監督：弓削太郎、脚本：長谷川公之、原作：邦光史郎「仮面の商標」、音楽：池野成
  - 出演：宇津井健、藤由紀子、高松英郎、江波杏子、三島雅夫、浜村純、早川雄三、他
- 第6作『黒の駐車場』（1963年、大映東京）
  - 監督：弓削太郎、脚本：星川清司、石松愛弘、原作：黒岩重吾「廃墟の唇」、音楽：池野成
  - 出演：田宮二郎、藤由紀子、中田康子、穂高のり子、加茂良子、見明凡太郎、千波丈太郎、小沢栄太郎、早川雄三、中條静夫、松村達雄、仲村隆、工藤堅太郎、他
- 第7作『黒の爆走』（1964年、大映東京）
  - 監督：富本壮吉、脚本：舟橋和郎、小滝光郎、音楽：池野成
  - 出演：田宮二郎、藤由紀子、藤巻潤、滝瑛子、大辻伺郎、千波丈太郎、工藤堅太郎、早川雄三、中条静夫、目黒幸子、他
- 第8作『黒の挑戦者』（1964年、大映京都）
  - 監督：村山三男、脚本：松浦健郎、石松愛弘、原作：島田一男「屍蝋の市場」、音楽：浜口庫之助
  - 出演：田宮二郎、坪内ミキ子、藤原礼子、久保菜穂子、山茶花究、島田竜三、見明凡太郎、伊達三郎、毛利郁子、木村玄、他
- 第9作『黒の凶器』（1964年、大映京都）
  - 監督：井上昭、脚本：舟橋和郎、小滝光郎、原作：梶山季之「影の凶器」、音楽：大塚善章
  - 出演：田宮二郎、浜田ゆう子、金子信雄、島田竜三、根上淳、真城千都世、阿井美千子、小夜福子、木村玄、他
- 第10作『黒の切り札』（1964年、大映東京）
  - 監督：井上梅次、脚本：長谷川公之、音楽：秋満義孝
  - 出演：田宮二郎、宇津井健、藤由紀子、万里昌代、山下洵一郎、待田京介、北原義郎、内田朝雄、村上不二夫、中条静夫、春本冨士夫、他
- 第11作『黒の超特急』（1964年、大映東京）
  - 監督：増村保造、脚本：増村保造、白坂依志夫、原作：梶山季之「夢の超特急」、音楽：山内正
  - 出演：田宮二郎、藤由紀子、船越英二、加東大介、千波丈太郎、春本冨士夫、早川雄三、上田吉二郎、中條静夫、町田博子、目黒幸子、村田扶実子、穂高のり子、他